# Route européenne 73
Pour les articles homonymes, voir E73 et Route 73.
La route européenne 73 (E73) est une route reliant Budapest à Metković.

## Tracé

### Hongrie
En Hongrie, la route E73 se confond avec :
| (Auto)route | Tracé                    | Villes traversées | Routes européennes croisées |
| ----------- | ------------------------ | ----------------- | --------------------------- |
|             | Entre Budapest et Mohács |                   | à Budapest à Dunaújváros    |
|             | Entre Mohács et Udvar    |                   |                             |

### Croatie (Nord-Est)
En Croatie, la route E73 se confond d'abord avec :
| (Auto)route | Tracé                            | Villes traversées | Routes européennes croisées |
| ----------- | -------------------------------- | ----------------- | --------------------------- |
|             | Entre Udvar et Beli Manastir     |                   |                             |
|             | Entre Beli Manastir et Novi Grad | Osijek            | à Stružani                  |

### Bosnie-Herzégovine
En Bosnie-Herzégovine, la route E73 passe par :
| (Auto)route | Tracé                      | Villes traversées                                          | Routes européennes croisées                                 |
| ----------- | -------------------------- | ---------------------------------------------------------- | ----------------------------------------------------------- |
| A1, M17     | Entre Novi Grad et Modriča | Modriča, Doboj, Zenica, Sarajevo, Konjic, Mostar, Čapljina | E661 à Zenica E761 entre Zenica et Sarajevo E762 à Sarajevo |

### Croatie (Sud)
En Croatie, la route E73 revient vers :
| (Auto)route | Tracé    | Villes traversées | Routes européennes croisées |
| ----------- | -------- | ----------------- | --------------------------- |
|             | Metković |                   | à Metković                  |